# Carmen Monarcha
Carmen Monarcha (Belém, 27 agosto 1979) è un soprano brasiliana.
Ha studiato al Conservatorio di Maastricht.